# Bucarest Gara Filaret
La stazione Bucarest Gara Filaret è stata il primo scalo ferroviario di Bucarest, aperta il 19 ottobre 1869 in occasione dell'inaugurazione della prima ferrovia della Principato di Romania, la ferrovia Bucureşti-Giurgiu.

## Storia

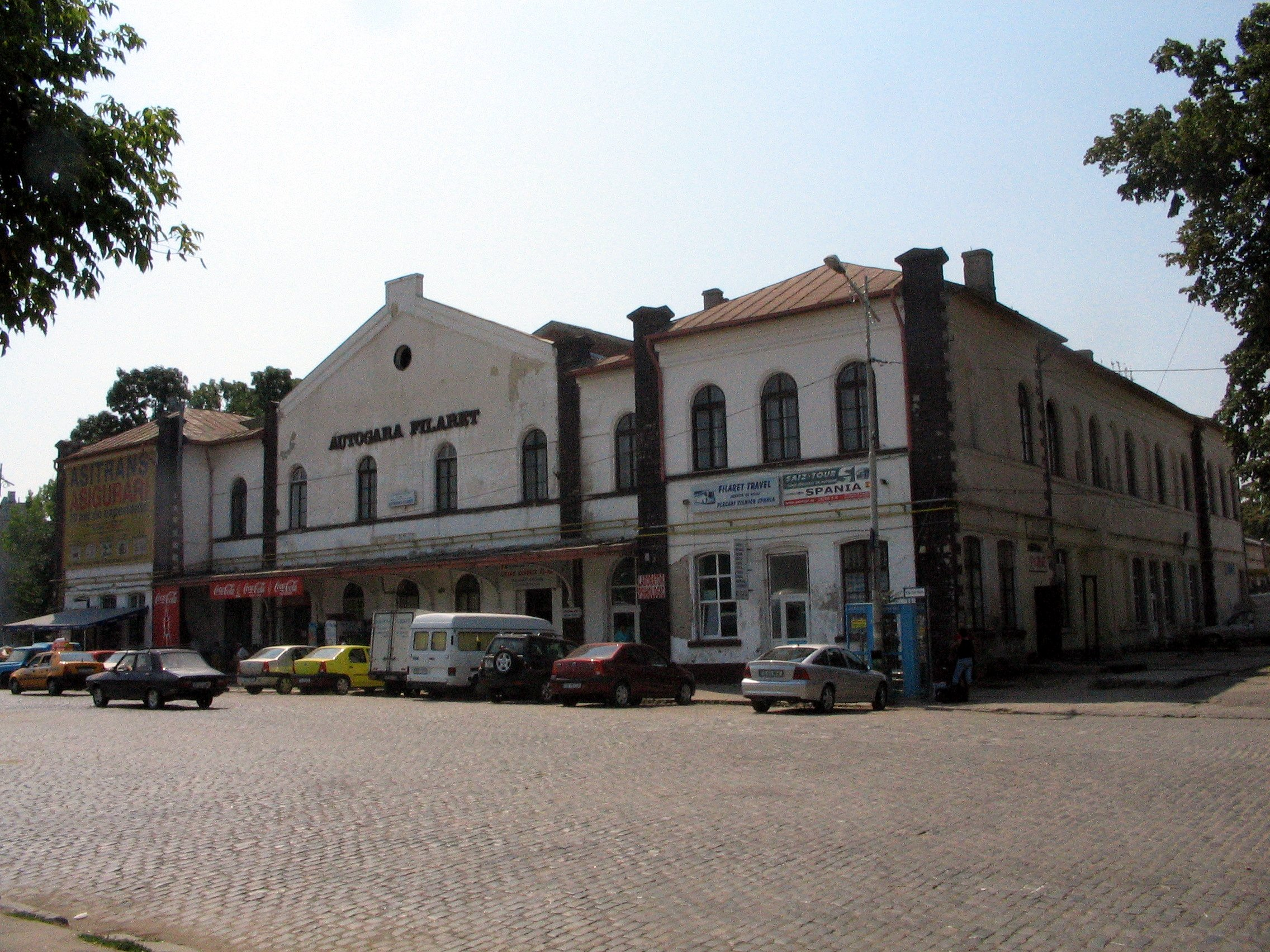
La nuova autostazione

In seguito al collegamento della Gara de Nord alla rete ferroviaria rumena, nel periodo 13 - 25 dicembre 1872, la Gara Filaret perse la sua importanza.
Nel 1960 viene dismessa e trasformata in terminal per le autolinee urbane, anche se inizialmente si è parlato di una sua conversione in museo.
Attualmente, nella sede della stazione funziona l'autostazione Filaret.

## Descrizione
Lo spazio lato ex binari è contrassegnato da un frontone triangolare sopra la linea del tetto del corpo principale. La copertura della sala è rialzata su una struttura metallica, posta sulle pareti parallele della costruzione, decorata da archi. L'accesso all'area coperta, sostenuta da mensole metalliche, avveniva dalla facciata principale, attraverso ingressi posti all'estremità dei due davanzali dell'edificio.